# 李驤 (蜀漢)
李 驤（り じょう、生没年不詳）は、中国の三国時代蜀漢・西晋の政治家・学者。字は叔龍。梓潼郡涪県の人。祖父は益州の豪族で臨邛の県長の李権、父は尚書僕射の李福。子に李寿がいる。蜀漢に仕え、蜀漢滅亡の後は野に下った。

## 略歴
この人物は陳寿の『三国志』にある本文には登場しないが、『蜀書』巻十五「鄧張宗楊伝」のうち楊戯伝にある裴松之註に引用された『益部耆旧雑記』にあり、それによると、李福の子と記述されてある。
同じく、裴松之註に引用された『華陽国志』（常璩著）巻十一「陳寿伝」の「後賢志」にも記述されている。
それによると、238年に父の李福が漢中で急死すると、家督を世襲した。蜀が滅ぶと寿良、李密、陳寿、杜烈らと並び益州、梁州を代表する人物とされ洛陽に入った。彼は聡明で人望があったため、秀才（孝廉）に挙げられ、尚書郎となり、やがて建平太守となる。だが、病を理由として赴任せずに官職を辞職し、故郷に帰った。後に勅命によって郷里に近い念願の広漢太守となった。また、譙周の門下生でもあったので、同門の親友だった陳寿は、李驤と同じ志を持っていたために、親しく交遊したという。
しかし後になって些細なことから陳寿と仲違いした。そのために憎悪し合い、相互に罵詈雑言を繰り返したという。やがて陳寿が中央で取り立てられ、李驤も仕官の運動をした時に、旧友の陳寿がその就官活動を必死に妨害したという。そのことが原因かは不明だが陳寿の『三国志』に登場しなかった。そのために彼は再仕官をすることを諦めて蜀地方に戻って、終始在野の名士として、その生涯を終えたという。
『晋書』巻90列伝第60「良吏伝」にある杜軫伝の中で「涪人の李驤もまた、尚書郎となり、杜軫とともに名士であった。両人は論議すると、朝廷には理解できる人がいないため、「蜀に二郎あり」と謳われた」と記述される。
なお、嫡子の李寿はチベット系の巴氐族の酋長の李雄が建てた成漢の武将となった。後にかつての主君筋であった劉玄が永嘉の八王の乱に巻き込まれて一族が全て殺され、命からがら洛陽から亡命すると、李寿は劉玄の近侍になったという。
また、成漢の王族に同姓同名の李驤（李雄の叔父）と李寿（昭文帝）の父子がいるが、梓潼李氏とは全くの別人で、偶然に同時代に共に蜀の地に存在しただけである。